# Jan Provily
Jan Cornelis Adriaan Provily (Krommenie, 9 september 1900 – aldaar, 17 september 1977) was een Nederlandse burgemeester. 

## Leven
Provily was een zoon van Arie Cornelis Provily (hoofdzakelijk muziekleraar) en Alida Anna Paardekoper. Hij trad op 19 november 1949 te Hilversum in het huwelijk met Margaretha Oosting. Na een gemeentelijke carrière aldaar werd Provily in augustus 1947 benoemd tot burgemeester van Krommenie. Voor Krommenie was de benoeming uniek omdat Provily in Krommenie was geboren. Provily was burgemeester van Krommenie tot oktober 1965. 
De gemeente Krommenie groeide in die periode van ongeveer 6.700 inwoners tot ongeveer 12.000 inwoners. Tijdens zijn ambtsperiode werd het openluchtzwembad de Crommenije en het Provily Sportpark geopend. Provily werd bij zijn afscheid benoemd tot ereburger van Krommenie en tot ridder in de Orde van Oranje Nassau. 
Provily was fel tegenstander van de samenvoeging van de zelfstandige gemeente Krommenie met de overige gemeentes in de Zaanstreek. Ook na zijn pensionering bleef hij zich daartegen actief verzetten tegen de samenvoeging van de kleine zelfstandige omliggende plaatsen tot de nieuwe gemeente Zaanstad. Provily overleed op 17 september 1977 in Krommenie.